# Unterleibsentzündung
Die Unterleibsentzündung (früher auch Unterleibsaffektion) oder Beckenentzündung (englisch Pelvic inflammatory disease; PID) ist ein Sammelbegriff für gynäkologische infektionsbedingte Entzündungen im kleinen Becken.
Im Einzelnen zählen dazu:
- Salpingitis (Entzündung des Eileiters)
- Oopheritis (Entzündung des Eierstocks)
- Adnexitis
- Endometritis
- Zervizitis
- Gebärmutterentzündungen wie Pyometra

Ein Übergreifen auf angrenzende Beckenstrukturen ist möglich.

## Verbreitung
Die Häufigkeit wird mit bis zu 10–20 Erkrankungen pro 1.000 Frauen im gebärfähigen Alter pro Jahr angegeben.

## Ursache
Die Ursache liegt in einer aufsteigenden Infektion von Vagina und Gebärmutterhals in den oberen Genitaltrakt. Am häufigsten ist der Erreger Chlamydia trachomatis, aber auch Neisseria gonorrhoeae, Gardnerella vaginalis, Haemophilus influenzae oder  Peptococcus und Bacteroides kommen vor. In etwa 30–40 % liegen mehrere Erreger vor.

## Klinische Erscheinungen
Das klinische Bild ist sehr variabel, von  Patientinnen ohne Beschwerden bis akuten Schmerzen, meistens im Unterbauch. Häufig findet sich lediglich ein Scheidenausfluss.
Als Komplikation kann es zur Abszessbildung, zur Peritonitis und zum Fitz-Hugh-Curtis-Syndrom kommen, einer Ausbreitung der Entzündung bis in den rechten Oberbauch.

## Differentialdiagnose
Abzugrenzen sind:
Appendizitis, Harnwegsinfektion, Endometriose, Tumoren der Adnexe.
Die wichtigste Differentialdiagnose ist die Extrauteringravidität.